# První vláda Dimitrise Christofiase

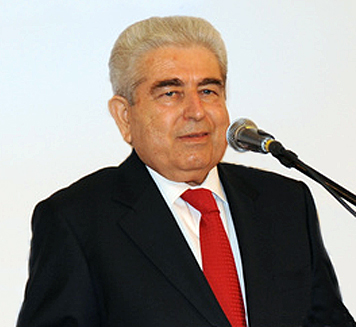
Prezident Christofias (2011)

První vláda Dimitrise Christofiase byla vláda Kyperské republiky v letech 2008–2011. Funkci předsedy vlády zaujímal prezident Dimitris Christofias.
Vládu tvořili zástupci marxistické a komunistické strany Pokroková strana pracujícího lidu (AKEL). V roce 2011 byly provedeny změny v obsazení jednotlivých postů a následně jmenována druhá vláda Dimitrise Christofiase.

## Členové vlády
| Portfej                                    | Ministr                        | Strana | Strana | V úřadu od        | V úřadu do        |
| ------------------------------------------ | ------------------------------ | ------ | ------ | ----------------- | ----------------- |
| Prezident Kyperské republiky               | Dimitris Christofias           |        | AKEL   | 3. března 2008    | 5. srpna 2011     |
| Ministr zahraničí                          | Markos Kyprianou               |        | AKEL   | 3. března 2008    | 5. srpna 2011     |
| Ministr vnitra                             | Neoklis Silikiotis             |        | AKEL   | 3. března 2008    | 5. srpna 2011     |
| Ministr financí                            | Charilaos Stavrakis            |        | AKEL   | 3. března 2008    | 5. srpna 2011     |
| Ministr obrany                             | Kostas Papakostas              |        | AKEL   | 3. března 2008    | 5. srpna 2011     |
| Ministr/yně dopravy                        | Nikos Nikolaidis               |        | AKEL   | 3. března 2008    | 2. března 2010    |
| Ministr/yně dopravy                        | Erato Kozakouová-Marcoullisová |        | AKEL   | 2. března 2010    | 5. srpna 2011     |
| Ministryně práce                           | Sotiroula Charalampusová       |        | AKEL   | 3. března 2008    | 5. srpna 2011     |
| Ministr školství a kultury                 | Andreas Dimitriou              |        | AKEL   | 3. března 2008    | 5. srpna 2011     |
| Ministr hospodářství, průmyslu a turistiky | Andonis Pashalidis             |        | AKEL   | 3. března 2008    | 5. srpna 2011     |
| Ministr zdravotnictví                      | Christos Patsalidis            |        | AKEL   | 3. března 2008    | 5. srpna 2011     |
| Ministr zemědělství a životního prostředí  | Michalis Polynikis             |        | AKEL   | 3. března 2008    | 2. března 2010    |
| Ministr zemědělství a životního prostředí  | Dimitris Iliadis               |        | AKEL   | 2. března 2010    | 5. srpna 2011     |
| Ministr spravedlnosti a veřejného pořádku  | Kypros Chrysostomidis          |        | AKEL   | 3. března 2008    | 22. prosince 2008 |
| Ministr spravedlnosti a veřejného pořádku  | Loukas Louka                   |        | AKEL   | 22. prosince 2008 | 5. srpna 2011     |
| Tiskový mluvčí                             | Stefanos Stefanou              |        | AKEL   | 3. března 2008    | 5. srpna 2011     |